# Christophe Kalfayan
Christophe Kalfayan (* 26. Mai 1969 in Antibes, Département Alpes-Maritimes) ist ein ehemaliger französischer Schwimmer.

## Leben
Seine größten sportlichen Erfolge feierte Christophe Kalfayan bei den Europameisterschaften 1993 in Sheffield und 1995 in Wien, wo er jeweils Silber über 50 m Freistil gewann. Beide Male musste er sich Alexander Popow geschlagen geben. Bei den Europameisterschaften 1989 in Bonn hatte er bereits mit der 4 × 100-m-Freistilstaffel sowie 1991 in Athen Silber mit der Lagenstaffel geholt.
Bei den Mittelmeerspielen 1991 in Athen siegte Kalfayan über 100 m Freistil. 1993 konnte er bei den in der Region Languedoc-Roussillon ausgetragenen Mittelmeerspielen in Narbonne diesen Erfolg wiederholen und über die 50-m-Distanz eine weitere Goldmedaille hinzufügen.
Christophe Kalfayan nahm an drei Olympischen Spielen, zuletzt 1996 in Atlanta teil. Dabei belegte er 1988 in Seoul und 1992 in Barcelona mit der französischen 4 × 100-m–Freistilstaffel jeweils Rang vier. Auch im 50 m-Einzelrennen verpasste er in Barcelona, zeitgleich mit dem für Südafrika startenden Peter Williams in 22,50 Sekunden, auf dem vierten Platz knapp eine Medaille.
Christophe Kalfayan startete in seiner aktiven Zeit, ebenso wie Franck Esposito, für den Schwimmverein CN Antibes.